# Estación de Sama-Los Llerones
Sama-Los Llerones es una estación de ferrocarril situada en el municipio español de Langreo en el Principado de Asturias. Existe otra estación, ya en desuso, con el mismo nombre. Ambas se encuentran muy próximas la una de la otra pero tienen códigos y ubicaciones diferenciadas.

## La nueva estación
El edificio de la estación consiste en una estructura cerrada lateralmente que cubre dos vías de tren, permaneciendo abierta en sus extremos para permitir el paso de las mismas. Dispone de un andén a cada lado de las vías, conectados mediante una pasarela peatonal elevada.
El acceso a la pasarela se realiza mediante rampas, escaleras y ascensores. Esta pasarela, además de comunicar los andenes entre sí, se prolonga a través de otra estructura elevada que conecta con los barrios de Les Pieces y El Ponticu.
La cubierta del edificio presenta una ligera curvatura y se extiende sobre el conjunto de vías y andenes.

## Situación ferroviaria
Se encuentra entre los puntos kilométricos 37/646 y 37/758  de la férrea de ancho métrico que une Gijón con Laviana. El tramo es de vía doble electrificada hasta aquí desde La Felguera y de vía única electrificada hacia Laviana.
Forma parte de la red de vía estrecha operada por Renfe Operadora a través su división comercial Renfe Cercanías. Está integrada dentro del núcleo de Cercanías Asturias como parte de la línea C-5 entre Laviana y Gijón.

## Servicios ferroviarios

### Cercanías
Forma parte de la línea C-5 de Cercanías Asturias. La frecuencia media es de un tren cada 60 minutos.
| procedencia/destino | < estación                               | Línea | estación >    | destino/procedencia |
| ------------------- | ---------------------------------------- | ----- | ------------- | ------------------- |
| Gijón               | La Felguera Nuevo Langreo/Nuevu Llangréu |       | Ciaño-Escobio | Laviana             |

La antigua estación ya no tiene uso ferroviario desde las obras de soterramiento de la línea.

## Situación ferroviaria
Se encuentra en el punto kilométrico 37,28 de la línea férrea de ancho métrico que une Gijón con Laviana a 218,5 metros de altitud. El tramo es de vía doble electrificada hasta aquí desde La Felguera y de vía única electrificada hacia Laviana.

## Historia
Las instalaciones ferroviarias fueron abiertas al tráfico el 12 de julio de 1856, coincidiendo con el último tramo de la línea Gijón-Sama. Las obras corriendo a cargo de la Compañía del Ferrocarril de Langreo, dando lugar a lo que habitualmente se conoce como Ferrocarril de Langreo. Este línea fue una de las primeras en inaugurarse en España. Lo hizo inicialmente con clara vocación minera para dar salida al carbón del Valle de Langreo al puerto de Gijón y usando un ancho de vía internacional que resultaría atípico al generalizarse posteriormente el ancho ibérico.
El 12 de junio de 1972, la difícil situación económica de la compañía que gestionaba el recinto supuso su cesión al Estado. FEVE pasó entonces a ser titular de las instalaciones. En 1983 se decidió un cierre temporal para adaptar la línea al ancho métrico usado por la compañía estatal en su red. Feve mantuvo la gestión hasta que en 2013 la explotación fue atribuida a Renfe Operadora y las instalaciones a Adif.
El actual edificio de estación data de 1905 y en realidad se encuentra situada aún en La Felguera y no en Sama. Se trata de un edificio de viajeros y vivienda en la que se cuidó su estética a fin de dar una imagen moderna de la villa. Se conserva también el antiguo depósito de aguas y un edificio de los años 50 pensado para oficinas, viviendas y economato. 